# Gouvernorat d'al-Hodeïda
Al-Hodeïda (en arabe : الحديدة Al Ḥudaida) est un gouvernorat du Yémen. Sa capitale est le port d'al-Hodeïda. En 2011, sa population atteint 2 621 000 habitants.
Cette province côtière est en bord de la mer Rouge, et occupe une partie de la Tihamah.

## Histoire

### Guerre civile yéménite
Le 21 septembre 2016, alors que se déroule la guerre civile yéménite, des frappes aériennes de la coalition arabe menée par l’Arabie saoudite visent le port d'al-Hodeïda, faisant 18 victimes. Le 10 mars 2017, une nouvelle frappe cible un marché de la ville.
Du 13 juin 2018 au 12 janvier 2019, la ville d'al-Hodeïda est le théâtre d'une bataille opposant les Houthis aux loyalistes et à leurs alliés.

## Districts
- Ad Dahi District
- Ad Durayhimi District
- Al Garrahi District
- Al Hajjaylah District
- Al Hali District
- Al Hawak District
- Al Khawkhah District
- Al Mansuriyah District
- Al Marawi'ah District
- Al Mighlaf District
- Al Mina District
- Al Munirah District
- Al Qanawis District
- Alluheyah District
- As Salif District
- As Sukhnah District
- At Tuhayat District
- Az Zaydiyah District
- Az Zuhrah District
- Bajil District
- Bayt al-Faqih District
- Bura District
- Hays District
- Jabal Ra's District
- Kamaran District
- Zabid District